# بوئین (سلطانیه)
بوئین، روستایی از توابع بخش مرکزی شهرستان سلطانیه در استان زنجان ایران است. این روستا در دهستان سنبل آباد قرار دارد. ارتفاع این روستا از سطح دریا حدود ۱۹۸۱ متر است.

## جمعیت
این روستا در دهستان سنبل‌آباد قرار دارد و براساس سرشماری مرکز آمار ایران در سال ۱۳۸۵، جمعیت آن ۱٬۲۲۶ نفر (۳۲۶خانوار) بوده‌است.
طبق آمار خانه بهداشت روستا جمعیت در سال ۹۸. ۱۷۰۰ نفر و ۵۰۰ خانوار میباشد.